# خفج أجمي
خفج أجمي (الاسم العلمي: Diplotaxis cespitosa) هو نوع من النباتات تتبع جنس الخفج من الفصيلة الكرنبية.